# Ryan Dunn
Ryan Dunn (født 11. juni 1977 i Medina, Ohio, død 20. juni 2011) var en amerikansk reality-tv-personlighed og medvirkede i en række shows på MTV.
Han var også et af medlemmerne i CKY Crew. Ryan spillede også hovedrollen i Bam Margeras film Haggard, som var baseret på et dårligt forhold Ryan havde været i.
Dunn omkom i en trafikulykke 20. juni 2011. Nyhedsmedier rapporterer, at Dunn havde lagt et billede af sig selv i tydelig beruset tilstand på Twitter få timer før ulykken. Da ulykken indtraf kørte bilen mellem 215-230 km/t i en 90 km/t zone. Ligene var så forbrændt, at man måtte identificere Dunn vha. hans skæg og tatoveringer. 

## Filmografi
- Jackass sæson 1-4
- Jackass: The Movie
- Jackass the Movie 2
- Jackass The Movie 2.5
- "Jackass The Movie 3D"
- Viva la Bam
- Homewrecker
- Ridiculousness (tv-serie)